# Ostwind
Ostwind byl jednou z modifikací protiletadlového kanónu Flakpanzer IV, který byl postaven na podvozku německého tanku Panzer IV.  Stroj dostal označení „3,7cm Flak 43 auf Sfl PzKpfw IV“, jeho další jméno Ostwind znamená „východní vítr“. 

## Vývoj
Vývoj tanku Ostwind začal v roce 1944 a v březnu byl dokončen prototyp. Stroj byl podroben důkladným testům a jeho sériová výroba začala v prosinci roku 1944. Na rozdíl od sesterského tanku Wirbelwind měl Ostwind novou šestihrannou věž s jedním kanónem ráže 37mm. Do března 1945 vzniklo 43 kusů.

## Bojové nasazení
První Ostwindy stihly zasáhnout ještě do bitvy v Ardenách. Zde jimi disponovala 3. SS Panzer Division Totenkopf a 5. SS Panzer Division Wiking. Ostatní stroje byly většinou nasazeny rovněž na západní frontě.

## Ostwind II
Na konci války byl postaven prototyp tanku Ostwind II, který disponoval dvěma kanóny Flak-zwiling44 ráže 37mm.
Tento stroj měl dvojnásobnou kadenci oproti Ostwindu I a tím pádem mnohem větší palebnou sílu. Kvůli kapitulaci Německa 8. května už však nemohl být zaveden.